# IBM PS/2 L40SX
IBM PS/2 L40SX (IBM L40SX, 8543) — ноутбук, випущений компанією IBM 1991 року. Як і сучасні ноутбуки, він мав керування живленням і здатність працювати від батарей. Належав до серії персональних комп'ютерів IBM PS/2.
Це був наступник першого ноутбука IBM PC Convertible, тобто другою моделлю ноутбука компанії IBM, він мав модельний номер 8543. L40SX був попередником серії ноутбуків ThinkPad.

## Історія
L40SX разом з PS/55 Note був ідейним наступником моделі IBM Convertible 5140.
Деякі типові елементи серії ноутбуків ThinkPad були вперше використані в L40SX. Наприклад, кришка з дисплеєм, яка повністю закривала клавіатуру і весь ноутбук.

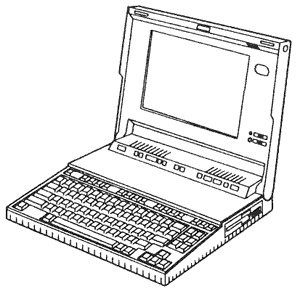
IBM PS/2 L40SX

Хоча Річард Саппер не розробляв дизайн цієї моделі, що було пов'язано з тим, що конструкція не могла бути адаптована до його дизайнерської концепції "Lunchbox", елементи дизайну Саппера були частково використані в ноутбуці.
Спочатку L40SX мав значно менші розміри (розмір формату A4), але не вдалося розмістити клавіатуру. Поганий досвід роботи з клавіатурою PC Junior спонукав IBM не вдаватися до експериментів, а встановити звичайну клавіатуру. Таким чином, L40SX мав клавіатуру, яка точно відповідала розмірам алфавітно-цифрової клавіатури настільного комп'ютера. Для цього в комплект була додана додаткова зовнішня клавіатура з блоком цифр.
Тим не менш, L40SX і спосіб, у який він був розроблений, лягли в основу більш пізніх ThinkPad. Крім того, деякі L40SX були виготовлені для тестування компонентів, які згодом повинні  були використовуватися в ThinkPad. Деякі прототипи були виконані з чорним корпусом.
Деякі з прототипів мали 10,4-дюймовий TFT кольоровий дисплей як частину розробки ThinkPad 700C, в той час як іншим прототипам було додано клавіатуру з трекпоінтом для перевірки його функціональності.
Незважаючи на свої розміри і вагу, успіх продажів L40SX був набагато вищим від очікувань IBM: замість розрахункових 20-30 тис. штук було продано понад 100 тис. ноутбуків за півроку з початку  виробництва.
У 1993 році IBM зупинилися на позначці 150 000 штук L40SX після того, як відбулося п'ятнадцять випадків, в яких ноутбук перегрівався від батареї і випалював отвір у корпусі.

## Опис

### Вага
Повністю оснащений батареєю, додатковою клавіатурою з блоком цифр та блоком живлення, L40SX важив 4,5 кг. Змінна батарея важила ще 540 г. L40SX важив значно менше за конкурентів.

### Клавіатура
Клавіатура була схожа на клавіатуру IBM PC з металевим корпусом. Клавіші були досить великі, і після підключення додаткової клавіатури з блоком цифр вона забезпечувала максимальну зручність набору тексту. Єдиним недоліком був відсутній трекпоінт, який був вперше введений у впроваджену через рік серію ThinkPad.
Висота клавіатури L40SX не перевищує 2 см, що вдвічі більше за серію ThinkPad 700 і лише трохи вище, ніж на X61. Однією з переваг набору тексту є те, що вся клавіатура нахилена, як настільна.

### Верхня кришка
Кришка L40SX була попередником сучасних ноутбуків, вона закриває клавіатуру з мінімальним зазором. Замикаючі гачки були справжнім нововведенням: вони надійно захищали від самовільного відкривання.
Отвори, в яких фіксуються замикаючі гачки при закритті кришки, захищені засувними кришками, так що ніякі непривабливі отвори не псують вигляд клавіатури, а бруд залишиться зовні.

### Корпус
Весь корпус виготовлений якісно і міцно, не має скрипу, брязкання, коливань. Філігранні позначки інтерфейсів і гнізда батареї вписуються в дуже хорошу загальну картину. На дні копуса прикріплені гумові ніжки, які забезпечують надійну стійку на гладких поверхнях.
Над клавіатурою знаходиться панель з індикаторами статусу, керуванням живленням та кнопкою увімкнення. Значки чітко видно, хоч вони і не підсвічуються.

### Графіка
Внутрішня відеокарта VGA виробляла лише відтінки сірого на 10-дюймовому дисплеї, що є цілком виправданим у офісному використанні в 1991 році. Зображення досить непогане, шрифт на той час чорний і розбірливий. Характерною була зміна кольору зображення в райдужних кольорах з інвертуванням графіки/тексту при гострих кутах огляду.

### Потужність
У 1991 році, коли був розроблений цей ноутбук, 6 Мб оперативної пам'яті було розкішшю в мобільному секторі. Windows for Workgroups могла використовувати ОЗП вище межі 640 КБ за допомогою програм у так званому "безпечному режимі". Потрібно трохи більше хвилини для повного завантаження WfW 3.11 з жорсткого диска. MS Word 6.0 запускається ще одну хвилину. Загалом повільний жорсткий диск помітний.

## Характеристики
| Дата випуску             | 1991 рік |
| Операційна система       | IBM OS/2 |
| Процесор                 | Intel 80386SX-20 @ 20 МГц з модернізованим співпроцесором Intel 80387SX-20 @ 20 МГц |
| Пам'ять                  | 6 Мб вбудованої оперативної пам'яті (розширюється до 18 Мб) |
| Запам'ятовуючий пристрій | Жорсткий диск PATA 40/60/80 Мб Дисковод для дискет 3,5" |
| Дисплей                  | Монохромний VGA-сумісний РК-екран 10" |
| Графіка                  | Відеокарта з додатковим зовнішнім портом VGA 80x25 (текст), 640x480 |
| Вага                     | 4,5 кг |
| Порти                    | - PS/2 (додаткова зовнішня клавіатура з блоком цифр /миша /клавіатура) - Порт принтера 25-контактний - RS232 9-контактний - VGA (вимикає внутрішній дисплей під час підключення зовнішнього монітора) - AT-шина розширення - Модем (опційно) |
| Клавіатура               | 78 кнопок |
| Попередник               | IBM PC Convertible |
| Наступник                | IBM ThinkPad 700 |

## Також
- IBM PC Convertible
- IBM PS/55 Note
- IBM PS/2

- Ноутбук